# Demand management
Il Demand Management (in italiano: gestione della richiesta) è una metodologia di pianificazione usata per prevedere, pianificare e gestire la domanda di prodotti e servizi sia a macro-livello in economia che a micro-livello nelle imprese. 
Demand management viene definito come un insieme di processi, capacità e comportamenti raccomandati per le aziende che producono beni e servizi.

## In economia

### Processo aziendale
Demand management è un processo sia a parte sia integrato nel Sales and Operations Planning (S&OP) o Integrated Business Planning (IBP).
Philip Kotler, afferma due punti chiave: 
1. Demand management è la responsabilità dell'organizzazione del marketing
2. La richiesta di "previsione" è il risultato di sforzi di pianificazione marketing. Questi sforzi di pianificazione, non solamente dovrebbe focalizzarsi sulla richiesta stimolante, ma in maniera più importante come richiesta influenzante cosicché gli obiettivi della società vengano raggiunti

I componenti del demand management identificati invece da George Palmatier and Colleen Crum sono:
1. Pianificazione della richiesta
2. Comunicazione della richiesta
3. Influenzamento della richiesta
4. Prioritizzazione della richiesta